# Vicente Guerrero (persoon)
Vicente Ramón Guerrero Saldaña (Tixtla, 10 augustus 1782 – Cuilápam, 14 februari 1831) was een van de leiders gedurende de Mexicaanse Onafhankelijkheidsoorlog en was later president van Mexico.
Hij werd geboren in het dorpje Tixtla, in de Westelijke Sierra Madre, 100 kilometer van Acapulco. Hij was een zambo, zijn vader was van Afrikaanse afkomst en zijn moeder van inheemse afkomst. Hij sloot zich in 1810 aan bij de Mexicaanse opstandelingen tegen Spanje. Eerst aan de zijde van José María Morelos en na diens dood als leider van de opstandelingen. In 1821 maakte hij met Agustín de Iturbide en Guadalupe Victoria zijn intrede in Mexico-Stad, waarmee Mexico onafhankelijk werd. Hij keerde zich tegen Iturbide toen deze zich tot keizer benoemde. In 1823 werd Iturbide omvergeworpen en Mexico werd een republiek.
In 1829 leidde hij met Antonio López de Santa Anna een coup tegen Guadalupe Victoria, nadat deze de conservatief Manuel Gómez Pedraza als opvolger had aangewezen. Op 1 april werd Guerrero president. De coup was zo gewelddadig dat een aantal mede-liberalen zich tegen hem keerden. Hij regeerde maar kort. Op 4 december 1829 werd hij in een contra-coup omvergeworpen door Anastasio Bustamante. Nadat hij in 1831 door een contra-contra-coup weer aan de macht wilde komen werd hij door Bustamante gevangengenomen en vermoord. Hij is begraven in het Monument voor de Onafhankelijkheid in Mexico-Stad.
De deelstaat Guerrero is naar hem genoemd, en zijn geboorteplaats Tixtla heet tegenwoordig Tixtla de Guerrero. Hij wordt tegenwoordig in Mexico als een held beschouwd.